# Filosofía de la medicina
La Filosofía de la medicina
es una rama de la filosofía de la ciencia que explora los problemas en la teoría, investigación y práctica de las ciencias de la salud. Se centra específicamente en la epistemología, metafísica y ética médica, así como en la bioética. La filosofía y la medicina, ambas nacidas en la antigua Grecia, han compartido ideas a lo largo de la historia, sin embargo, fue hasta el sigo XIX que la filosofía de la medicina se volvió una profesión. A finales del siglo XX, el debate entre médicos y filósofos se centró en la pregunta de si la filosofía de la medicina debería ser considerada una disciplina propia o perteneciente a la filosofía o a la medicina. Desde ese momento, se ha llegado a un consenso de que es una disciplina distinta con su propio conjunto de preguntas y problemas. En años recientes, han surgido una variedad de programas universitarios, revistas especializadas, libros, libros de texto y conferencias dedicadas a la filosofía de la medicina. También ha nacido una nueva escuela en la filosofía de la medicina llamada filosofía analítica de la medicina.

## Epistemología
La epistemología es una rama de la filosofía de la medicina que se encarga del conocimiento. Las preguntas esenciales que realiza son: “¿Qué es conocer?” “¿Qué es el conocimiento?” “¿Cómo aprendemos lo que conocemos?” “¿Qué es lo que sabemos cuando decimos que sabemos?”. Las teorías del conocimiento se clasifican en tres grupos: Conocimiento directo, conocimiento práctico y conocimiento proposicional. El conocimiento directo es el conocimiento al que se tiene acceso por familiaridad con el objeto o evento como una percepción o el dolor.
En el caso de la medicina, se puede representar con un cirujano que requiere conocer la anatomía humana antes de operar sobre un cuerpo. El conocimiento práctico es el conocimiento que se tiene cuando se poseen las destrezas necesarias para llevar a cabo una acción. En el caso de la medicina un ejemplo es un cirujano que requiere saber cómo se lleva a cabo un procedimiento quirúrgico antes de ejecutarlo. El conocimiento proposicional es explicativo y corresponde a conocer “verdades” o hechos. En el ejemplo, un cirujano que lleve a cabo un procedimiento en el corazón, debe primero conocer la función fisiológica de éste.

## Metafísica
La metafísica es la rama de la filosofía que examina la naturaleza fundamental de la realidad incluyendo la relación entre la mente y la materia, sustancia y propiedad y potencialidad y hecho. En esta rama, las preguntas frecuentes son “¿Qué causa la salud?” y “¿Qué causa la enfermedad?”. Hay un interés creciente en la metafísica de la medicina, particularmente en la idea de causalidad. Los filósofos de la medicina están interesados no sólo en cómo se genera el conocimiento médico sino también en la naturaleza de dichos fenómenos. La causación es de interés porque el propósito de una buena parte de la investigación médica es establecer relaciones causales, ya sea en cuanto a qué causa una enfermedad o qué causa que una persona se cure. Los procesos científicos utilizados para generar el conocimiento causal dan pistas para la metafísica de la causación. Por ejemplo, la propiedad definitoria de la prueba controlada aleatorizada (RTC por sus siglas en inglés), es que se piensa que establecen relaciones causales mientras que los estudios observacionales no lo hacen. En este caso, la causación puede ser considerada algo contrafactualmente dependiente, pues los RTCs difieren de los estudios observacionales en que los primeros tienen un grupo control en la que la intervención (ej. un antibiótico) no se suministra.

### Ontología de la medicina
Existe un gran cuerpo de trabajo en la ontología de la medicina, incluyendo estudios ontológicos de todos los aspectos de esta. Ontologías de interés específico incluyen, por ejemplo: la revolución ontológica que hizo posible la ciencia moderna; el dualismo cartesiano que volvió posible a la medicina moderna; la concepción monogénica de la enfermedad que la medicina clínica ha reportado desde el siglo pasado; los mecanismos químicos y biológicos sobre los cuales recae el fenómeno de la salud y la enfermedad en los organismos, así como la conceptualización de entidades como los "placebos" y el "efecto placebo".

#### Ontología de las ciencias médicas generales
La ontología de las ciencias médicas generales (OGMS, por sus siglas en inglés) es la ontología de las entidades envueltas en un encuentro clínico. Incluye un conjunto de definiciones lógicas de términos generales que son usados en todas las disciplinas médicas como “enfermedad”, “desorden”, “curso de la enfermedad”, “diagnóstico” y “paciente”. El alcance de las OGMS está limitado a los humanos, aunque muchos términos pueden ser aplicados a otros organismos. Las OGMS proveen una teoría formal de la enfermedad que es después extendida por ontologías de enfermedades específicas, incluyendo la ontología de las enfermedades infecciosas (IDO) y la ontología de las enfermedades mentales.

#### Dualismo cartesiano
René Descartes creó las condiciones ontológicas necesarias para la medicina moderna al separar el cuerpo de la mente. Mientras que la mente es superior al cuerpo, pues constituye la individualidad del alma humana (campo de estudio de la teología), el cuerpo es inferior a la mente pues es simplemente materia. Entonces la medicina estudia el cuerpo como una simple máquina. Mientras que el dualismo cartesiano domina las aproximaciones clínicas de la investigación médica y el tratamiento, la legitimidad de la separación entre mente y cuerpo ha sido cuestionada consistentemente desde varias perspectivas.

#### Nosología y la concepción monogénica de la enfermedad
La medicina moderna, a diferencia de la medicina galénica (que lidiaba con humores), es mecanística. Por ejemplo, cuando una porción de materia sólida como un veneno o un parásito impacta en otra porción de materia, como el cuerpo humano, desencadena una serie de mecanismos que dan origen a la enfermedad de la misma forma que cuando una bola de billar impacta a otra y se pone en movimiento. Tiempo después, en la historia de la medicina moderna, particularmente en los siglos XIX y XX, la clasificación más importante en nosología es la aproximación etiológica observada en la concepción monogénica de la enfermedad, que incluye agentes infecciosos (bacterias, virus, hongos, parásitos y priones) así como factores genéticos y venenos. Mientras que la medicina se encarga de la salud y la enfermedad del paciente como individuo, la epidemiología se encarga de patrones de enfermedades en poblaciones para estudiar sus causas y administrar, controlar y mejorar los problemas estudiados.
La medicina clínica como se presenta arriba es parte de una aproximación reduccionista a la enfermedad basada en el dualismo cartesiano, que propone que el estudio correcto de la medicina debe ser la investigación del cuerpo visto como una máquina. Una máquina puede ser analizada en las partes que la componen y sus respectivas funciones, de la misma manera, la aproximación dominante en la investigación clínica y el tratamiento asume que el cuerpo humano puede ser analizado en términos de sus componentes con sus respectivas funciones, como los órganos internos y externos, los tejidos que componen los órganos, las células que componen los tejidos, las moléculas que componen las células y los átomos que componen el ADN.

#### Placebos
Los placebos y el efecto placebo han generado años de confusión conceptual acerca de lo que son.Ejemplos comunes de la definición de un placebo pueden referirse a que son inertes o farmacológicamente inactivos en relación con la condición médica para la cual son recetados, así como la subjetividad o la no especificidad de lo efectos. Estas definiciones sugieren que con un tratamiento de placebo un paciente podría simplemente sentirse mejor sin la necesidad de estar mejor.
Las distinciones usadas en estas definiciones, como activo e inerte, específico y no específico y subjetivo y objetivo han sido problematizadas. Por ejemplo, si los placebos son inertes, ¿cómo son capaces de generar el efecto placebo? Es decir, existe evidencia científica de investigaciones acerca del efecto placebo que demuestran que bajo ciertas condiciones (dolor), el efecto placebo puede ser específico y objetivo en el sentido convencional.
Otros intentos para definir al placebo y al efecto placebo lejos de los anteriores se enfocan en los efectos terapéuticos causados o modulados por el contexto en el que el tratamiento se realiza y en el significado que tiene para los pacientes los diferentes aspectos del tratamiento.
Los problemas surgidos de la definición de los placebos y sus efectos han sido propuestos como herencia del dualismo cartesiano, bajo el cual la mente y el cuerpo se tratan de formas independientes. Más allá de eso, el cartesianismo avala una forma de materialismo que permite a la materia afectar a la materia o incluso permite a la materia tener efecto sobre la mente (epifenomenismo, razón de ser de la psicofarmacología), pero no permite a la mente tener efecto sobre la materia. Esto significa entonces que la ciencia médica tiene dificultad en aceptar incluso la posibilidad de que el efecto placebo sea real, exista y sea determinable objetivamente, así como que dichas determinaciones sean difíciles o imposibles de entender o aceptar. Aun así, dichas determinaciones, que parecen ser genuinas, representan una amenaza al dualismo cartesiano que provee una base ontológica a la medicina, especialmente en su rama clínica.

### Medicina basada en evidencia
La medicina basada en hechos (MBE) se basa en el estudio de las formas en que podemos adquirir conocimiento acerca de cuestiones clínicas que son clave, como los efectos de las intervenciones médicas, la exactitud que tiene los diagnósticos y el pronóstico de dichos diagnósticos. La MBE proporciona una forma de cómo el conocimiento médico puede ser aplicado a la atención clínica. La MBE no solo proporciona a los médicos una estrategia para la mejor práctica, sino también, subyacente a este hecho, una filosofía de evidencia.
El interés por la filosofía de evidencia de la MBE ha llevado a algunos filósofos a considerar que hay una forma natural en la jerarquía de la evidencia obtenida en MBE, y que esta jerarquía clasifica los diferentes tipos de metodología de investigación, aparentemente, por la importancia de la evidencia referente que se proporcionó. Mientras Jeremy Howick ofrece una defensa crítica de MBE, la mayoría de los filósofos han planteado preguntas sobre su legitimidad. Las preguntas clave sobre las jerarquías de evidencia se refieren a la legitimidad de las metodologías usadas para la clasificación en términos de la solidez brindada para el apoyo que brindan; cómo es que las instancias de métodos particulares pueden subir y bajar una jerarquía; y también cómo se deben combinar diferentes tipos de evidencia, desde diferentes niveles en las jerarquías. Los críticos de la investigación médica han planteado numerosas preguntas sobre la falta de fiabilidad de la investigación médica. 
Además, se han examinado las virtudes epistemológicas de aspectos particulares de la metodología de ensayos clínicos, principalmente el lugar especial que se le da a la asignación al azar, la noción de un experimento ciego y el uso de un control con placebo.